# James Hamilton-Paterson
Pour les articles homonymes, voir Paterson.
James Hamilton-Paterson (né le 6 novembre 1941) est un poète et romancier.
C'est un des exilés littéraires britannique les plus solitaires, il partage son temps entre l'Autriche, l'Italie et les Philippines.

## Biographie
James Hamilton-Paterson nait le 6 novembre 1941 à Londres. Il est éduqué à la Windlesham House, Sussex (en), à Bickley Hall, Kent, à la King's School de Canterbury (en) et au Collège d'Exeter. En 1964, il obtient le prix Newdigate pour Disease.
Il travaille au St. Stephen's Hospital entre 1966 et 1968.
Paterson saisit sa première chance en travaillant comme journaliste pour le New Statesman jusqu'en 1974, il devient alors éditeur pour le Nova magazine.

## Carrière littéraire
Hamilton-Paterson est souvent connu comme reporter des Philippines où il a vécu par intermittence depuis 1979. Son roman Ghosts of Manila (1994) dépeint la capitale des Philippines dans toute sa violence et sa corruption, roman très critiqué par les partisans de Ferdinand Marcos. Il change sa vision avec la publication d’America's Boy (1998), qui remet le régime de Marcos dans le contexte géopolitique de l'époque.
En 1989, Gerontius est publié, une reconstruction du voyage fait par le compositeur Edward Elgar le long de l'Amazone in 1923. Vu par ses admirateurs comme le meilleur roman britannique des années 1980, son langage poétique, ses paysages de rêve et ses lieux imaginaires luxuriants font remporter à ce roman le Whitbread Award.
En 1992, il publie Seven-Tenths, une méditation sur la mer et ses significations.
En 2000, il retourne dans le monde des magazines comme journaliste scientifique pour Das Magazin (Zurich) puis deux ans plus tard pour Die Weltwoche.

### Poésie
- Option Three (1974)
- Dutch Alps (1984)

### Romans
- The View from Mount Dog (1987)
- Gerontius (1989)
- The Bell Boy (1990)
- Griefwork (1993)
- Ghosts of Manila (1994)
- The Music (1995)
- Loving Monsters (2002)
- Cooking with Fernet Branca (2004)
- Amazing Disgrace (2006)
- Rancid Pansies (2008)

### Romans pour enfant
- Flight Underground (1969)
- The House in the Waves (1970)
- Hostage (1978)

### Études et essais
- A very personal war: the story of Cornelius Hawkridge (1971)
- Mummies: Life and Death in ancient Egypt (1978)
- Playing with Water (1987)
- Three Miles Down (1990), an account of an underwater search using the Mir submersibles.
- Seven-Tenths: the sea and its thresholds (1992)
- America's Boy (1998)
- Vom Meer (2010)
- Empire of the Clouds: When Britain's Aircraft Ruled the World (2010)